# Премія «Срібна стрічка» найкращому режисеру іноземного фільму
Премія «Срібна стрічка» найкращому режисеру іноземного фільму (італ. Nastro d'argento al regista del miglior film straniero) — щорічна кінопремія, яку присуджує з 1948 року Італійська національна асоціація кіножурналістів (італ. Sindacato Nazionale dei Giornalisti Cinematografici Italiani). У 1948-1949 роках нагороду присуджували за найкращий іноземний фільм. З 1950 по 1953 роки премією нагороджувалися режисери найкращих не-італійських стрічок. У 1954-му було відновлено колишньою номінацію, яка існувала до 1958 року включно. З 1959 року премію знову присуджували найкращому режисерові. 2007 року номінацію було розділено на дві: за Найкращий європейський фільм (італ. Miglior film europeo) та Найкращий неєвропейський фільм (італ. Miglior film extraeuropeo). Італійські режисери та фільми отримують премію в окремій категорії.
Серед режисерів з найбільшою кількістю Срібних стрічок (незалежно від того, чи нагороджені вони в категорії за фільм чи за режисерську роботу) — Інгмар Бергман з п'ятьма нагородами та Педро Альмодовар і Клінт Іствуд з чотирма нагородами.

## Лауреати

### 1948–2006
| Рік  | Режисер                            | Фільм                                                             | Оригінальна назва                                                    | Країна                                   |
| ---- | ---------------------------------- | ----------------------------------------------------------------- | -------------------------------------------------------------------- | ---------------------------------------- |
| 1948 | Джон Форд                          | Моя дорога Клементина                                             | My Darling Clementine                                                | США                                      |
| 1949 | Клод Отан-Лара                     | Диявол у плоті                                                    | Le diable au corps                                                   | Франція                                  |
| 1950 | Лоуренс Олів'є                     | Генріх V                                                          | Henry V                                                              | Велика Британія                          |
| 1951 | Біллі Вайдлер                      | Бульвар Сансет                                                    | Sunset Boulevard                                                     | США                                      |
| 1952 | Джордж Стівенс                     | Місце під сонцем                                                  | A Place in the Sun                                                   | США                                      |
| 1953 | Чарлі Чаплін                       | Вогні рампи                                                       | Limelight                                                            | США                                      |
| 1954 | Рей Ешлі, Морріс Енджел, Рут Оркін | Маленький утікач                                                  | Little Fugitive                                                      | США                                      |
| 1955 | не присуджували                    | не присуджували                                                   | не присуджували                                                      | не присуджували                          |
| 1956 | Жак Беккер                         | Золота каска                                                      | Casque d’or                                                          | Франція                                  |
| 1957 | Джон Г'юстон                       | Мобі Дік                                                          | Moby Dick                                                            | Велика Британія                          |
| 1958 | Сідні Люмет                        | 12 розгніваних чоловіків                                          | 12 Angry Men                                                         | США                                      |
| 1959 | Стенлі Кубрик                      | Шляхи слави                                                       | Paths of Glory                                                       | США                                      |
| 1960 | Інгмар Бергман                     | Сунична галявина                                                  | Smultronstället                                                      | Швеція                                   |
| 1961 | Інгмар Бергман                     | Сьома печатка                                                     | Det sjunde inseglet                                                  | Швеція                                   |
| 1962 | Стенлі Крамер                      | Нюрнберзький процес                                               | The Judgement of Nuremberg                                           | США                                      |
| 1963 | Франсуа Трюффо                     | Жуль і Джим                                                       | Jules et Jim                                                         | Франція                                  |
| 1964 | Девід Лін                          | Лоуренс Аравійський                                               | Lawrence of Arabia                                                   | Велика Британія                          |
| 1965 | Стенлі Кубрик                      | Доктор Стрейнджлав, або Як я перестав хвилюватись і полюбив бомбу | Dr. Strangelove or: How I Learned to Stop Worrying and Love the Bomb | США                                      |
| 1966 | Джозеф Лоузі                       | Слуга                                                             | The Servant                                                          | Велика Британія                          |
| 1967 | Клод Лелуш                         | Чоловік і жінка                                                   | Un homme et une femme                                                | Франція                                  |
| 1968 | Мікеланджело Антоніоні             | Фотозбільшення                                                    | Blowup                                                               | Італія Велика Британія США               |
| 1969 | Пітер Брук                         | Марат/Сад                                                         | Marat/Sade                                                           | Велика Британія                          |
| 1969 | Робер Брессон                      | Мушетта                                                           | Mouchette                                                            | Франція                                  |
| 1970 | Джон Шлезінгер                     | Опівнічний ковбой                                                 | Midnight Cowboy                                                      | США                                      |
| 1971 | Коста-Гаврас                       | Визнання                                                          | L'aveu                                                               | Італія Франція                           |
| 1972 | Кен Расселл                        | Дияволи                                                           | Die Teufel                                                           | Велика Британія                          |
| 1973 | Стенлі Кубрик                      | Механічний апельсин                                               | A Clockwork Orange                                                   | Велика Британія                          |
| 1974 | Інгмар Бергман                     | Шепоти і крики                                                    | Viskingar och rop                                                    | Швеція                                   |
| 1975 | Луїс Бунюель                       | Примара свободи                                                   | Le fantôme de la liberté                                             | Франція Італія                           |
| 1976 | Мілош Форман                       | Пролітаючи над гніздом зозулі                                     | One Flew Over the Cookoo’s Nest                                      | США                                      |
| 1977 | Акіра Куросава                     | Дерсу Узала                                                       | デルス・ウザーラ                                                     | СРСР Японія                              |
| 1978 | Фред Циннеманн                     | Джулія                                                            | Julia                                                                |                                          |
| 1979 | Інгмар Бергман                     | Осіння соната                                                     | Höstsonaten                                                          | Франція ФРН Швеція Норвегія              |
| 1980 | Вуді Аллен                         | Мангеттен                                                         | Manhattan                                                            | США                                      |
| 1981 | Акіра Куросава                     | Тінь воїна                                                        | 影武者                                                               | Японія                                   |
| 1982 | Іштван Сабо                        | Мефісто                                                           | Mephisto                                                             | Угорщина Австрія ФРН                     |
| 1983 | Річард Аттенборо                   | Ганді                                                             | Gandhi                                                               | Велика Британія Індія                    |
| 1984 | Інгмар Бергман                     | Фанні та Олександр                                                | Fanny och Alexander                                                  | Швеція Франція ФРН                       |
| 1985 | Мілош Форман                       | Амадей                                                            | Amadeus                                                              | США                                      |
| 1986 | Сідні Поллак                       | З Африки                                                          | Out of Africa                                                        | США                                      |
| 1987 | Бертран Таверньє                   | Близько півночі                                                   | Round Midnight                                                       | США Франція                              |
| 1988 | Луї Маль                           | До побачення, діти                                                | Au revoir, les enfants                                               | Франція ФРН                              |
| 1989 | Педро Альмодовар                   | Жінки на межі нервового зриву                                     | Mujeres al borde de un ataque de nervios                             | Іспанія                                  |
| 1990 | Пітер Вір                          | Спілка мертвих поетів                                             | Dead Poet’s Society                                                  | США                                      |
| 1991 | Люк Бессон                         | Нікіта                                                            | La femme Nikita                                                      | Франція Італія                           |
| 1992 | Міра Наїр                          | Міссісіпська масала                                               | Mississippi Masala                                                   | США Велика Британія                      |
| 1993 | Роберт Альтман                     | Гравець                                                           | The Player                                                           | США                                      |
| 1994 | Роберт Альтман                     | Короткі історії                                                   | Short Cuts                                                           | США                                      |
| 1995 | Джеймс Айворі                      | Залишок дня                                                       | The Remains of the Day                                               | Велика Британія США                      |
| 1996 | Тодорос Ангелопулос                | Погляд Улісса                                                     | To Vlemma tou Odyssea                                                | Греція                                   |
| 1997 | Майк Лі                            | Таємниці і брехня                                                 | Secrets & Lies                                                       | Велика Британія Франція                  |
| 1998 | Педро Альмодовар                   | Жива плоть                                                        | Carne trémula                                                        | Іспанія Франція                          |
| 1999 | Стівен Спілберг                    | Врятувати рядового Раяна                                          | Saving Private Ryan                                                  | США                                      |
| 2000 | Сем Мендес                         | Краса по-американськи                                             | American Beauty                                                      | США                                      |
| 2001 | Стівен Долдрі                      | Біллі Елліот                                                      | Billy Elliot                                                         | Велика Британія                          |
| 2002 | Роберт Альтман                     | Госфорд-парк                                                      | Gosford Park                                                         | Велика Британія США Італія               |
| 2003 | Роман Полянський                   | Піаніст                                                           | The Pianist                                                          | Франція Німеччина Велика Британія Польща |
| 2004 | Софія Коппола                      | Труднощі перекладу                                                | Lost in Translation                                                  | США                                      |
| 2005 | Педро Альмодовар                   | Погане виховання                                                  | La mala educación                                                    | Іспанія                                  |
| 2006 | Клінт Іствуд                       | Крихітка на мільйон доларів                                       | Million Dollar Baby                                                  | США                                      |